# 新宿区立牛込第三中学校
新宿区立牛込第三中学校（しんじゅくくりつ うしごめだいさんちゅうがっこう）は、新宿区市谷加賀町にある公立中学校。

## 概要
学制改革により、1947年開校。当時は新宿区立津久戸小学校内に併設されていた。翌年の1948年、現在地の旧制府立第四中学校（現在の東京都立戸山高等学校）跡に校地が決定し、1951年に移転した。校地があるこの場所には、江戸時代に加賀藩の江戸屋敷が置かれていた。
教育目標は「激しく動く現代に、自己を見失わず、人間性豊かな未来社会を創造する」。

## 制服
- 男子 - 黒の詰襟学生服、白のワイシャツ。学生服は金ボタン5個。
- 女子 - 紺色のセーラー服。スカートは紺色のプリーツスカート。夏冬とも襟に白の3本線が入り、胸当てに校章の刺繍が入る。夏服は身頃が白になる。夏服の袖カフスはない。

近隣の牛込第一中学校、牛込第二中学校も同様にセーラー服であるが、牛込一中・二中のセーラー服は紺色のスカーフであるのに対し、牛込三中では夏冬とも紺のタイになる。いずれも新宿区内の同じ制服業者が製造販売している。

## 行事
- 入学式
- 運動会
- 鎌倉校外学習（2年)
- 学芸発表会
- 修学旅行（3年）
- 移動教室（1年）
- 音楽鑑賞教室（2年）
- 職場体験（2年）
- 作品展
- 学芸発表会
- 書き初め展
- 職場訪問（1年）
- スキー教室（2年）
- 卒業式

## 部活動

### 文化系
- 吹奏楽部
- 美術部
- 英語部

### 運動系
- バスケットボール部（男・女）
- ソフトテニス部（男・女）
- バドミントン部（男・女）
- バレーボール部（女）
- 軟式野球部
- 卓球部
- ESS部

### 過去に存在した部活
- パソコン部
- 写真部
- 水泳部
- 演劇部
- 茶道部
- サッカー部

## 耐震工事
- 2006年3月29日に、校舎東側にあった実技教室棟（本校舎）が解体されることになった。これは、この棟の耐震強度が満たされていない為であった。これにより、第一・第二技術室、調理室、被服室、第一・第二理科室、第一・第二美術室は使用できなくなり、授業に支障が出た。
- 4月から仮校舎が校庭西側と裏庭に建設され、同年6月19日より使用が開始された。
- 実技教室棟は学校が夏休みのうちに取り壊され、同じ場所に建てる計画だったが、現在の高さ制限により、以前のように4階建てにすることができず、中庭の場所に建設することが決まった。現在、小さくも中庭は存在する。
- 解体工事と建設工事を並立して行っていたため、工事用の車両が校庭に停まることになり、体育などで使用できる場所は半分以下になってしまった。また、騒音により授業にも支障が出た。

### かつて存在した施設
- 実技教室棟
- 馬小屋（加賀藩が使っていたもの）

## 著名な出身者
- 井上寿一（1971年卒、学者）

## アクセス
- 都営地下鉄大江戸線牛込神楽坂駅 徒歩8分
- 東京メトロ東西線神楽坂駅徒歩13分
- JR・東京メトロ市ケ谷駅徒歩15分